# Ratnam Sports Club
Maillots
Le Ratnam Sports Club, plus couramment abrégé en Ratnam SC, est un club srilankais de football fondé en 1950 et basé à Colombo, la capitale du pays.
Il joue actuellement en première division srilankaise.

## Histoire
Fondé en 1950, Ratnam SC va approcher plusieurs fois d'un titre sans y parvenir avec trois défaites en finale de la Coupe du Sri Lanka en 1960, 1978 et 1995. Le premier trophée est remporté en 1998 avec un succès en championnat. Le club va dominer le football srilankais durant les années 2000 avec trois titres de champion et six Coupes.
Au niveau continental, Ratnam SC a participé à cinq campagnes asiatiques. Sa meilleure performance est une demi-finale en Coupe du président de l'AFC 2007, battu par le club kirghize de Dordoi-Dynamo Naryn, futur vainqueur de l'épreuve.

## Palmarès
| Compétitions nationales | Compétitions internationales                             |
| --- | -------------------------------------------------------- |
| - Championnat du Sri Lanka (5) : - Champion : 1998, 2000, 2006-07, 2007 et 2011-12. - Vice-champion : 1991, 1999, 2004-05 et 2008. - Coupe du Sri Lanka (6) : - Vainqueur : 2000, 2004, 2005, 2006, 2009 et 2010. - Finaliste : 1960, 1978 et 1995. | - Coupe du président de l'AFC : - Demi-finaliste : 2007. |

## Entraîneurs du club
- Pakir Ali (2006-2007), (2008), (2010)
- Fernando Navean